# Staré Buky (zámek)
Zámek Staré Buky je neogotický dvoupatrový zámek nacházející se v obci Staré Buky v Královéhradeckém kraji v okrese Trutnov. Byl postaven v závěru 19. století v těsné blízkosti původního panského sídla.

## Historie
Po druhé světové válce sloužil jako ubytovna, později zde byly byty, kanceláře a kuchyně státního statku, který byl v jeho bezprostřední blízkosti. Po sametové revoluci byl ve vlastnictví několika společností, až roku 2008 přešel do majetku obce Staré Buky. Zámek není evidován jako kulturní památka v seznamu kulturních památek.

### Zámecký park
Za zámkem se v prostoru mezi Dolnickým a Starobuckým potokem nachází zámecký park o rozloze 10 ha, v současné době (rok 2022) neudržovaný.